# Людина-оркестр (фільм, 1970)
«Людина-оркестр» (фр. L'Homme orchestre) — комедія 1970 року режисера Сержа Корбера за сценарієм Жана Халена з Луї де Фюнесом у головній ролі.

## Синопсис
Керівник жіночої балетної трупи в князівстві Монако та його двоюрідний брат ведуть групу на гастролі до Риму і забороняють їм спілкуватися з чоловіками. Проблеми виникають, коли одна з дівчат народила дитину в Римі.

## У ролях
| Актор           | Роль                      |
| --------------- | ------------------------- |
| Луї де Фюнес    | Еван Еванс                |
| Олів'є де Фюнес | Філіпп                    |
| Ноель Адам      | Франсуаза                 |
| Поль Пребуа     | менеджер римського готелю |
| Франко Фабріці  | Франко Буцціні            |